# Amt Medebach (Kreis Brilon)
Das Amt Medebach war ein Amt im Kreis Brilon in der preußischen Provinz Westfalen und in Nordrhein-Westfalen. Sein Gebiet gehört heute zur Stadt Medebach im Hochsauerlandkreis.

## Geschichte
Aus den Schultheißbezirken Medebach, Medelon, Berge, Dreislar, Küstelberg, Deifeld, Referinghausen, Titmaringhausen, Oberschledorn und Düdinghausen wurde 1825 im Kreis Brilon die Bürgermeisterei Medebach gebildet.
Im Rahmen der Einführung der Landgemeindeordnung von 1841 für die Provinz Westfalen wurde 1844 aus der Bürgermeisterei Medebach das Amt Medebach gebildet. Dem Amt gehörten zeit seines Bestehens zehn Gemeinden an:
- Berge
- Deifeld
- Dreislar
- Düdinghausen
- Küstelberg
- Medebach (Titularstadt)
- Medelon
- Oberschledorn
- Referinghausen
- Titmaringhausen

Am 1. Juli 1969 wurde das Amt Medebach durch das Gesetz zur Neugliederung von Gemeinden des Landkreises Brilon aufgelöst. Seine zehn Gemeinden wurden zur neuen Stadt Medebach zusammengeschlossen, die seit 1975 zum Hochsauerlandkreis gehört.

## Einwohnerentwicklung
| Jahr | Einwohner | Quelle |
| ---- | --------- | ------ |
| 1839 | 4616      | [ 4 ]  |
| 1871 | 4657      | [ 5 ]  |
| 1885 | 4591      | [ 6 ]  |
| 1895 | 4492      | [ 7 ]  |
| 1910 | 4760      | [ 8 ]  |
| 1925 | 5127      | [ 9 ]  |
| 1933 | 5372      | [ 9 ]  |
| 1939 | 4979      | [ 9 ]  |
| 1950 | 7034      | [ 10 ] |
| 1961 | 6387      | [ 11 ] |